# Blanca (Colorado)
Blanca è un centro abitato (town) degli Stati Uniti d'America, situato nella contea di Costilla dello Stato del Colorado. Nel censimento del 2000 la popolazione era di 391 abitanti.

## Geografia fisica
Secondo i rilevamenti dell'United States Census Bureau, Blanca si estende su una superficie di 4,6 km².